# Elogio della pirateria
Elogio della pirateria è un saggio di Carlo Gubitosa pubblicato da Terre di Mezzo nel 2005.
In esso l'autore affronta il tema - spesso controverso - della pirateria odierna, che non si limita più al solo campo navale, ma si sviluppa in molteplici settori dell'agire umano nei quali si configurerebbe sempre di più come pratica sociale o meglio ribellione creativa (come suggerisce il sottotitolo del libro) messa in atto da un numero sempre crescente di individui in reazione a regole avvertite come ingiuste.

## I capitoli
Il libro, con prefazione di Paolo Attivissimo, è suddiviso in dieci capitoli o tesi:
- Tesi numero 1 - I pirati dell'etere, sulla pirateria televisiva e radiofonica;
- Tesi numero 2 - Pirateria musicale;
- Tesi numero 3 - Pirateria e cultura;
- Tesi numero 4 - Ciber-Pirati (sulla pirateria informatica);
- Tesi numero 5 - I pirati del cibo (pirateria agroalimentare);
- Tesi numero 6 - Telefonia pirata (pirateria telefonica o Phone Phreaking);
- Tesi numero 7 - Pirateria della salute (pirateria farmaceutica);
- Tesi numero 8 - Pirati di immagini;
- Tesi numero 9 - Videopirateria (pirateria audiovisiva);
- Tesi numero 10 - Arte pirata (pirateria artistica come graffiti, murales, tag).

## Pirateria come forma di tutela
Gubitosa passa in rassegna le diverse pratiche ostacolate da brevetti, copyright e da un insieme di leggi, accordi e contratti che sminuiscono la valenza creativa e l'alto potenziale benefico di ognuna di esse e che minano alla base alcuni diritti umani inalienabili.
La pirateria tenderebbe proprio a tutelare libertà vecchie e nuove: l'autore parla di atti di liberazione, nuovi canali di diffusione delle idee, metodi di interazione sociale (come l'organizzazione dal basso, il libero scambio e la cooperazione), difesa di salute, vita umana ed ecosistema, usi personali senza scopo di lucro e libera espressione contrapponendoli alla mercificazione, alle regole di mercato, a voleri e pressioni dei gruppi d'interesse, ad ingiusti profitti e ai bombardamenti mediatici.
Sempre secondo lo scrittore, concetti ed azioni oggi ritenuti "eretici", potrebbero invece rivoluzionare positivamente il mondo in cui viviamo, e le persone che li portano avanti potranno rivelarsi come odierni "martiri" nella causa per un progresso più libero.

## Licenza
Il libro è stato pubblicato sotto licenza libera Creative Commons Attribution-Noncommercial-No Derivative Works (CC-BY-NC-ND 2.0) e quindi può essere riprodotto e distribuito, con ogni mezzo fisico, meccanico o elettronico, a condizione che la riproduzione del testo avvenga integralmente e senza modifiche, a uso privato e a fini non commerciali.
Curiosamente una prima versione del testo era stata piratata, ovvero pubblicata su Internet prima della sua uscita ufficiale: ora è comunque liberamente disponibile per il download la sua versione riveduta e corretta. La versione cartacea del testo, oltre che dalle librerie, è distribuita dalle botteghe del commercio equo e solidale.

## Edizioni
- Carlo Gubitosa, Elogio della pirateria - Dal Corsaro Nero agli hacker - dieci storie di ribellioni creative, Terre di Mezzo, 2005,  p. 130, ISBN 88-89385-37-5.